# Grammy Latino de Melhor Álbum Pop/Rock
O Grammy Latino de Melhor Álbum Pop/Rock é um prêmio apresentado anualmente no Grammy Latino, uma cerimônia que reconhece a excelência e cria uma consciência mais ampla da diversidade cultural e das contribuições de artistas latinos nos Estados Unidos e internacionalmente. É uma das novas categorias adicionadas ao Grammy Latino de 2012.
Os álbuns Algo sucede de Julieta Venegas, Mis planes son amarte de Juanes, Cargar la suerte de Andrés Calamaro e La conquista del espacio de Fito Paez venceram este prêmio e também receberam uma indicação para Grammy Latino de Álbum do Ano enquanto Somos de Jarabe de Palo foi o primeiro álbum a ser indicado para ambas as categorias.

## Vencedores e indicados
| Ano  | Artista(s)         | Obra                     | Indicados | Ref.  |
| ---- | ------------------ | ------------------------ | --- | ----- |
| 2012 | El Cuarteto de Nos | Porfiado                 | - Jotdog – Turista de Amor - Leiva – Diciembre - Los Claxons – Camino A Encontrarte - Vega – La Cuenta Atrás                                                                           |       |
| 2013 | Beto Cuevas        | Transformación           | - Black Guayaba – La Conexión - DLD – Primario - Tan Biónica – Destinología - Tren a Marte – Tercera Llamada - Vicentico – Vicentico 5                                                 |       |
| 2014 | Juanes             | 'Loco de Amor            | - Airbag – Libertad - Elefantes – El Rinoceronte - Jarabe de Palo – Somos - Vega – Wolverines                                                                                          |       |
| 2015 | Maná               | Cama Incendiada          | - El Cuarteto de Nos – Habla Tu Espejo - Mikel Erentxun – Corazones - Manolo García – Todo Es Ahora - Camila Luna – Flamboyán - Moderatto – Malditos Pecadores                         |       |
| 2016 | Julieta Venegas    | Algo Sucede              | - Caramelos de Cianuro – 8 - Jotdog – Universos Paralelos - La Santa Cecilia – Buenaventura - Meteoros – Meteoros                                                                      | [ 1 ] |
| 2017 | Juanes             | Mis planes son amarte    | - Mikel Erentxun – El Hombre Sin Sombra - Jarabe de Palo – 50 Palos - Miranda! – Fuerte - Joaquín Sabina – Lo Niego Todo                                                               |       |
| 2018 | Manolo García      | Geometría del Rayo       | - Bambi – El Encuentro - Comisario Pantera – Cosmovisiones - Ella Es Tan Cargosa – La Sangre Buena - Lucas & The Woods – Pensacola Radio                                               | [ 2 ] |
| 2019 | Andrés Calamaro    | Cargar la Suerte         | - Jumbo – Manual de Viaje A Un Lugar Lejano - David Lebón – Lebón & Co. - Leiva – Nuclear - Taburete – Madam Ayahuasca                                                                 | [ 3 ] |
| 2020 | Fito Paez          | La Conquista del Espacio | - Gina Chavez – La Que Manda - Conociendo Rusia – Cabildo y Juramento - Juan Galeano – Abracadabra - Los Mesoneros – Pangea                                                            | [ 4 ] |
| 2021 | Juanes             | Origen                   | - Diamante Eléctrico – Mira Lo Que Me Hiciste Hacer - Adan Jodorowsky & The French Kiss – Mis Grandes Éxitos - Love of Lesbian – V. E. H. N. - Rayos Laser – El Reflejo                | [ 5 ] |
| 2022 | Fito Paez          | Los Años Salvajes        | - Babasónicos – Trinchera - Bruses – Monstruos - Conociendo Rusia – La Dirección - Vetusta Morla – Cable a Tierra                                                                      | [ 6 ] |
| 2023 | Juanes             | Vida Cotidiana           | - Alex Anwandter – El Diablo en el Cuerpo - Babasónicos – Trinchera Avanzada - León Gieco – El Hombrecito del Mar - Usted Señálemelo – Tripolar - Juan Pablo Vega – Despídeme de Todxs | [ 7 ] |